# Dartmouth College
Dartmouth College is een particuliere universiteit die deel uitmaakt van de Ivy League en gelegen is in Hanover in de Amerikaanse staat New Hampshire. Opgericht in 1769 door Eleazar Wheelock, is het de negende oudste instelling voor hoger onderwijs in de Verenigde Staten en een van de negen koloniale colleges die voor de Amerikaanse Revolutie werden opgericht. Hoewel Dartmouth is opgericht als een school om inheemse Amerikanen op te voeden in de christelijke theologie en de Engelse manier van leven, heeft Dartmouth voornamelijk priesters opgeleid gedurende de vroege geschiedenis. De universiteit werd geleidelijk aan geseculariseerd en tegen de eeuwwisseling van de 20e eeuw was ze van relatieve obscuriteit uitgegroeid tot een wereldwijde bekendheid als een van de topcentra van het hoger onderwijs.
Naast een kunstcurriculum, biedt de universiteit onderwijs aan in 40 academische afdelingen en interdisciplinaire programma's, waaronder 57 majors in de geesteswetenschappen, sociale wetenschappen, natuurwetenschappen en techniek, en stelt Dartmouth studenten in staat om combinaties van studies te volgen of deel te nemen aan duale opleidingen. Dartmouth bestaat uit vijf deelscholen: de oorspronkelijke bacheloropleiding, de Geisel School of Medicine, de Thayer School of Engineering, de Tuck School of Business en de Guarini School of Graduate and Advanced Studies. De universiteit heeft ook banden met het Dartmouth-Hitchcock Medical Center, het Rockefeller Institute for Public Policy en het Hopkins Center for the Arts. Met een studenteninschrijving van ongeveer 6.400 is Dartmouth de kleinste universiteit in de Ivy League. De toelating voor studenten is zeer competitief, met een toelatingspercentage van 8,7% voor het afstudeerjaar 2022.
Dartmouths hoofdcampus ligt in de landelijke regio Upper Valley van New England, op een heuvel boven de rivier Connecticut. De universiteit werkt het hele jaar door op vier academische terms. Dartmouth staat bekend om haar undergraduate focus, een sterke invloed van de Griekse cultuur op studentenverenigingen en een breed scala aan campustradities. De 34 varsity sportteams strijden intercollegiaal in de Ivy League-conferentie van de NCAA Division I.
Dartmouth behoort consequent tot de hoogst gerangschikte universiteiten in de Verenigde Staten. De U.S. News & World Report noemt Dartmouth een toonaangevende universiteit voor undergraduate onderwijs en onderzoek. In een bedrijfsstudie van de New York Times stonden Dartmouth-afgestudeerden op de 41e plaats in termen van de meest gewilde en gewaardeerde in de wereld.

## Professoren
- Mae Jemison
- Dirk Vandewalle

## Alumni
Bekende alumni van Dartmouth zijn onder anderen:
- Daniel Webster - Senator voor New Hampshire en minister van Buitenlandse Zaken van de Verenigde Staten
- Salmon Portland Chase uit Ohio - Opperrechter van de Verenigde Staten
- Robert Lee Frost - Dichter en winnaar van vier Pulitzerprijzen
- Nelson Aldrich Rockefeller - Vicepresident van de Verenigde Staten en voormalig gouverneur van New York
- Theodor Seuss Geisel - Kinderboekenschrijver, beter bekend als Dr. Seuss
- Henry Paulson - Voormalig minister van Financiën en voormalig CEO van Goldman Sachs
- Timothy Geithner - Voormalig minister van Financiën